# John Machin
Pour les articles homonymes, voir machin.
John Machin (1680-1751) est un mathématicien anglais connu principalement pour avoir calculé, en 1706, 100 décimales du nombre π grâce à la formule qui porte son nom, la formule de Machin :
{\displaystyle {\frac {\pi }{4}}=4\arctan {\frac {1}{5}}-\arctan {\frac {1}{239}}}.

## Biographie
John Machin a enseigné les mathématiques à Brook Taylor en 1701, deux ans avant que Taylor entre au St John's College (Cambridge). Il continua à correspondre avec lui pendant plusieurs années.
En 1706, il est le premier à calculer les 100 premières décimales de π.
John a été ami avec John Keill, qui enseigna à Oxford, et avec Abraham de Moivre qui était à l'époque, comme Machin, un enseignant privé en mathématiques. 
Le 16 mai 1713, Machin a été nommé comme Professeur d'astronomie au Gresham College à Londres. Il succédait à Torriano et a occupé cette chaire jusqu'à sa mort 38 ans plus tard.
John Machin a servi comme secrétaire de la Royal Society de 1718 à 1747. Il fit également partie de la commission qui arbitra la controverse relative à la paternité du calcul infinitésimal entre Leibniz et Newton en 1712.

## Œuvres
- The Laws of the Moon's Motion According to Gravity (1729)
- The Solution of Kepler's Problem (1738)
- Quadrature of the Circle (1758)